# 周国平 (1960年)
周国平（1960年7月—），男，汉族，江苏武进人，中共党员，中华人民共和国政治人物。大学学历，工学学士学位，第十四屆全國政協委員。现任国务院国有资产监督管理委员会党委委员，中国安能建设集团有限公司董事长、党委书记。 

## 生平
曾在解放軍部隊武警部隊服役，2015年7月31日晋升为武警少将警衔。其后，轉任武警水電部隊改組的安能集團董事會主席 。